# Jennifer Love Hewitt (album)
Jennifer Love Hewitt är det tredje studioalbumet av den amerikanska skådespelerskan Jennifer Love Hewitt, utgivet den 3 september 1996 av Atlantic Records. 
Skivan såg, liksom föregångaren Let's Go Bang, minimal framgång på musiklistor världen över. Det andra spåret på CD:n; "No Ordinary Love" skrevs av R&B-sångerskan Deborah Cox och släpptes som skivans första singel. Den lyckades aldrig att ta sig in på någon musiklista varpå Atlantic Records sparkade Hewitt.  

## Låtförteckning
| Nr           | Titel                                  | Producenter                    | Längd |
| ------------ | -------------------------------------- | ------------------------------ | ----- |
| 1.           | Cool With You                          | Joleen Belle, Robert Palmer    | 3:15  |
| 2.           | No Ordinary Love                       | Deborah Cox, Stephens          | 4:05  |
| 3.           | (Our Love) Don't Throw It All Away     | Barry Gibb, Derek Weaver       | 3:58  |
| 4.           | Never A Day Goes By                    | Wayne Cohen                    | 4:12  |
| 5.           | Don't Push The River                   | Cohen, Billy Mann              | 3:37  |
| 6.           | The Greatest Word                      | Cohen, Connor Reeves           | 4:15  |
| 7.           | I Want a Love I Can See                | Smokey Robinson                | 3:50  |
| 8.           | I Always Was Your Girl                 | Tracey Thorn, Ben Watt         | 4:32  |
| 9.           | Last Night                             | Cohen, Peter Zizzo             | 4:17  |
| 10.          | I Believe In...                        | David Bryant, Fran Lucci       | 4:33  |
| 11.          | Never A Day Goes By (Acoustic Version) | Cohen                          | 4:13  |
| 12.          | It's Good To Know I'm Alive            | Dick Rudolph, Michael Sembello |       |
| Total längd: | Total längd:                           | Total längd:                   | 47:49 |